# Dodge Town Panel
Dodge Town Panel – samochód dostawczo-osobowy klasy pełnowymiarowej produkowany pod amerykańską marką Dodge w latach 1954 – 1971. 

## Historia i opis modelu

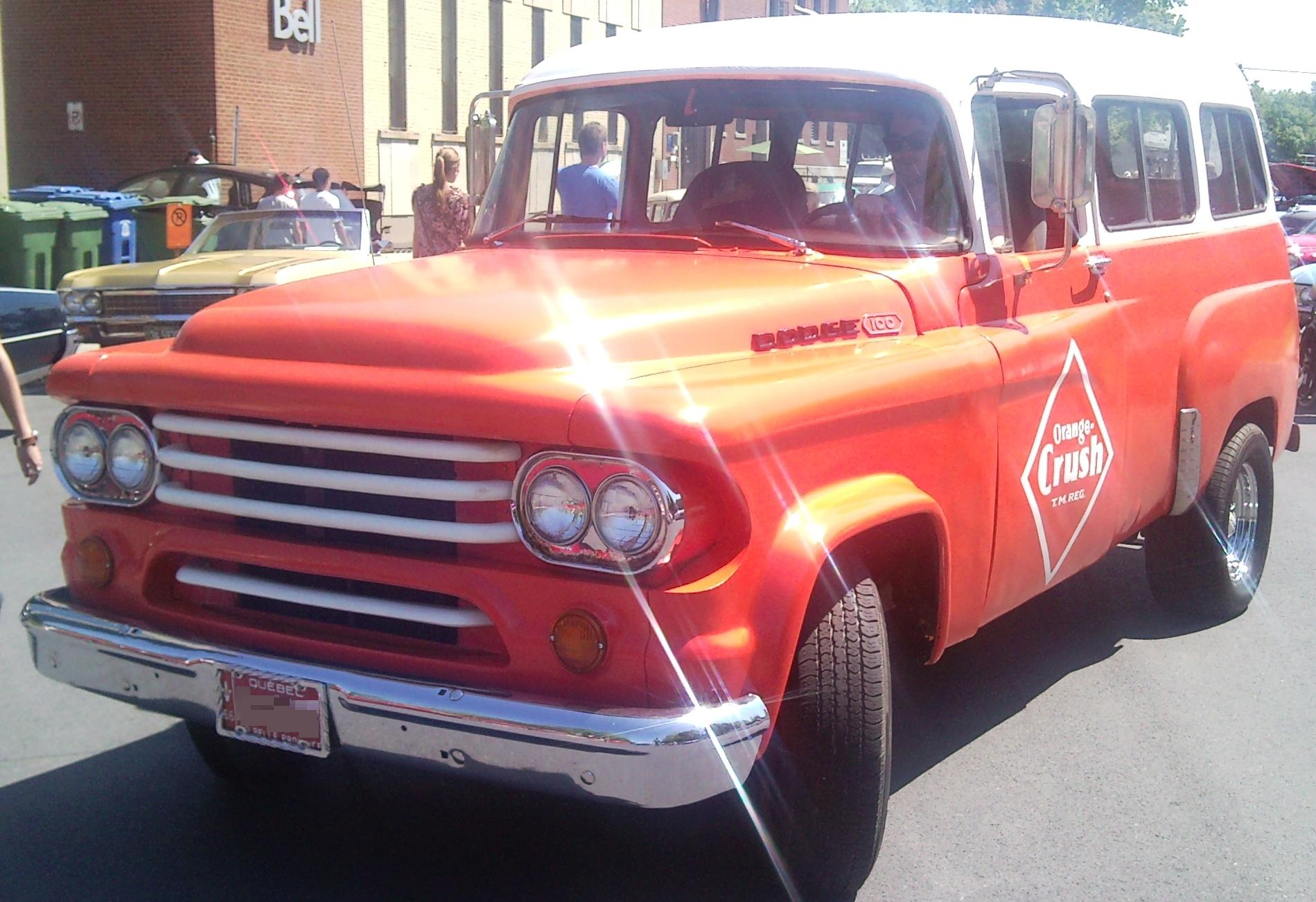
Dodge Town Wagon - tył

W 1954 roku Dodge podjął decyzję o poszerzeniu swojej lokalnej oferty modelowej o pełnowymiarowy samochód dostawczy Town Panel. Samochód wyróżniał się wysokim prześwitem, wyraźnie zaznaczoną maską i nadkolami, a także podwójnymi reflektorami. Produkcję w Ameryce Północnej zakończono w 1966 roku, za to w Argentynie trwała ona do 1971 roku.

### Town Wagon
Samochód oferowano także w osobowym wariancie o nazwie Town Wagon. Zamiast przestrzeni towarowej, miała ona przeszklony przedział pasażerski, w którym mogło się pomieścić kilka rzędów siedzeń.

### Silnik
- L6 3.6l B1-V
- L6 3.8l B1-V